# 塞伊图尔
塞伊图尔（Seithur），是印度泰米尔纳德邦Virudhunagar县的一个城镇。总人口18193（2001年）。

## 人口
该地2001年总人口18193人，其中男性8961人，女性9232人；0—6岁人口2060人，其中男1051人，女1009人；识字率57.10%，其中男性为67.87%，女性为46.64%。